# Đuổi hình bắt chữ
Đuổi hình bắt chữ là một trò chơi truyền hình do Đài Phát thanh – Truyền hình Hà Nội sản xuất, được phát sóng vào tối thứ bảy hàng tuần trên kênh HanoiTV1 từ ngày 6 tháng 3 năm 2004 đến ngày 12 tháng 1 năm 2019. Chương trình này là phiên bản Việt hóa của trò chơi truyền hình Catch Phrase do Hoa Kỳ và Anh sản xuất.
Chương trình được Ban biên tập các chương trình sân chơi thuộc Đài Phát thanh – Truyền hình Hà Nội làm đơn vị sản xuất chính. Trong thời gian đầu lên sóng, Đuổi hình bắt chữ được đài Hà Nội phối hợp sản xuất cùng với công ty BHD, sau đó chuyển sang công ty Vietstarmax từ năm 2011 và Galaxy Media & Travel từ năm 2017.
Mục đích chính của trò chơi là đoán đúng các từ, cụm từ hoặc các câu thành ngữ, tục ngữ dựa trên các hình vẽ minh họa được cho trước. Đây là chương trình có tuổi đời dài nhất trong số tất cả các game show mà đài Hà Nội từng sản xuất, và là trò chơi truyền hình được nhiều khán giả theo dõi nhất của đài trong suốt thời gian lên sóng. Xuân Bắc là người dẫn chính của chương trình này, cùng với một số thời điểm được tạm thay thế bởi Thu Hương và Sĩ Tiến.

## Luật chơi

### Phiên bản đầu tiên (2004–2009)
Mỗi chương trình diễn ra với hai người chơi (trong các số từ ngày 7 tháng 5 đến ngày 23 tháng 7 năm 2005, hai đội chơi tham gia cuộc thi với hai thành viên mỗi đội) và tổng cộng bốn vòng thi.

#### Vòng 1: Ngẫu hứng
Có tất cả chín miếng ghép nhỏ, tương ứng với chín hình vẽ xuất hiện trên màn hình và không theo một chủ đề nhất định. Hai người chơi có 10 giây để nhấn chuông giành quyền đoán nội dung hình vẽ, mỗi người chỉ được trả lời một lần. Với mỗi một bức hình đoán chính xác, người chơi ghi được 50 điểm. Nếu cả hai người chơi đều không đoán được nội dung của miếng ghép nhỏ, người dẫn chương trình sẽ công bố đáp án và miếng ghép đó sẽ không được lật mở.
Bên dưới mỗi miếng ghép nhỏ là một phần của một hình ảnh lớn (miếng ghép lớn), khi một miếng ghép nhỏ được trả lời đúng (và do đó được lật mở) thì phần hình ảnh tương ứng sẽ hiện ra. Sau khi trải qua cả chín miếng ghép nhỏ, hai người chơi có quyền bấm chuông để đoán nội dung của miếng ghép lớn một lần duy nhất. Đoán đúng bức hình ở miếng ghép lớn sẽ được 100 điểm trừ đi 5 điểm cho mỗi miếng ghép nhỏ đã lật mở; từ ngày 21 tháng 10 năm 2006 thì không trừ điểm khi đoán bức hình lớn đó. Trong trường hợp cả hai người chơi không có đáp án cho miếng ghép lớn, quyền trả lời thuộc về khán giả trong trường quay; khán giả đưa ra câu trả lời chính xác sẽ nhận được một phần quà từ chương trình.
Từ ngày 14 tháng 10 năm 2006, số điểm giành được khi đoán đúng mỗi bức hình và miếng ghép lớn lần lượt là 100 và 200 điểm.

#### Vòng 2: Chủ đề
Luật giống như vòng Ngẫu hứng, tuy nhiên các bức hình trong vòng này sẽ xoay quanh một chủ đề nào đó (ví dụ: Tết, Hà Nội,...). Mỗi một bức hình đoán chính xác được tính 100 điểm. Đoán đúng bức hình ở miếng ghép lớn sẽ được 200 điểm trừ đi 10 điểm cho mỗi miếng ghép nhỏ đã lật mở (từ ngày 21 tháng 10 năm 2006 thì không trừ điểm).
Từ ngày 14 tháng 10 năm 2006, số điểm giành được khi đoán đúng mỗi bức hình và miếng ghép lớn lần lượt là 200 và 400 điểm.

#### Vòng 3: Đếm ngược
Luật vẫn tương tự hai vòng thi trước, nhưng các bức hình xuất hiện đồng thời cùng với một đồng hồ đếm lùi 200 điểm, mỗi giây giảm đi 10 điểm, tương ứng với thời gian xem hình vẽ và trả lời là 20 giây. Đoán chính xác nội dung của mỗi hình vẽ ở thời điểm nào, người chơi sẽ ghi được số điểm còn lại tại thời điểm đó. Đoán đúng bức hình ở miếng ghép lớn sẽ ghi được 400 điểm trừ đi 20 điểm cho mỗi miếng ghép nhỏ đã lật mở. Cả hai người chơi được phép nhấn chuông và đoán liên tục cho đến khi tìm ra được câu trả lời đúng hoặc hết thời gian.
Từ ngày 14 tháng 10 năm 2006, số điểm tối đa cho mỗi bức hình và miếng ghép lớn lần lượt là 400 điểm (giảm đi 20 điểm mỗi giây) và 600 điểm (không áp dụng trừ điểm).
Kết thúc ba vòng thi, người có số điểm cao nhất sẽ được lọt vào vòng đặc biệt. Trong trường hợp hai người chơi bằng điểm nhau, họ sẽ phải đoán một hình vẽ phụ (không tính điểm) để xác định người duy nhất tham gia vào vòng đặc biệt.

#### Vòng chơi dành cho khán giả
Ba khán giả ngẫu nhiên đang có mặt tại trường quay sẽ được lựa chọn để tham gia phần thi này. Chương trình sẽ đưa ra đề bài cho ba khán giả (là một từ hoặc cụm từ) và cả ba có 60 giây để thể hiện ý tưởng của mình lên bảng vẽ. Khán giả nào có bức hình gần đúng nhất với đáp án của chương trình sẽ giành giải nhất, hai khán giả còn lại nhận giải khuyến khích.
Từ ngày 5 tháng 3 năm 2005, chỉ có một khán giả được chọn để tham gia vào phần thi; họ sẽ chọn một trong ba chiếc hộp tương ứng với đề bài của chương trình và thể hiện lại bằng hình vẽ trong vòng 60 giây (khi vẽ hình, khán giả có thể sử dụng tối đa ba màu bút). Sau đó, một khán giả khác sẽ được mời để đoán nội dung bức hình mà khán giả trước đã vẽ. Nếu đoán đúng, cả hai người sẽ nhận được phần quà của chương trình.

#### Vòng đặc biệt: Siêu tốc
Có tất cả 25 ô chữ cái được sắp xếp theo thứ tự bảng chữ cái tiếng Anh từ A đến Y, và được chia thành năm hàng và năm cột. Các bức hình sẽ được lựa chọn theo thứ tự từ trái sang phải, bắt đầu từ chữ A; bỏ qua một bức hình sẽ chuyển sang bức hình ở hàng tiếp theo bên dưới trong cùng một cột. Nếu bỏ qua năm bức hình, phần thi sẽ dừng lại ngay lập tức ngay cả khi thời gian vẫn còn.
Trong vòng 60 giây, người chơi phải trả lời chính xác năm bức hình ở năm cột, và được quyền đưa ra câu trả lời liên tục cho đến khi tìm ra đáp án đúng hoặc quyết định bỏ qua. Nếu đoán đúng cả năm bức hình, người chơi sẽ giành chiến thắng chung cuộc và được nhân đôi số điểm hiện có. Nếu không chiến thắng, mỗi bức hình mà họ đoán đúng sẽ được cộng thêm 50 điểm (từ ngày 14 tháng 10 năm 2006 là 100 điểm) vào quỹ điểm của người chơi. Số điểm chung cuộc sau cả bốn vòng được quy đổi thành tiền mặt tương ứng mà người chơi nhận được vào cuối chương trình.  

### Phiên bản 2009 (2009–2011) và 2012 (2011–2016)
Từ ngày 21 tháng 2 năm 2009, Đuổi hình bắt chữ lên sóng một phiên bản mới với những thay đổi quan trọng. Số vòng thi trong chương trình giảm xuống còn ba, và các hình vẽ đều là những hình vẽ tự do, không theo một chủ đề cố định. Phiên bản này tiếp tục được kế thừa trong một phiên bản mới khác vào năm 2012 – được lên sóng từ ngày 17 tháng 12 năm 2011 – với một số chỉnh sửa về giao diện và luật chơi.

#### Vòng 1
Hai người chơi bắt đầu vòng 1 bằng một bằng bức hình ưu thế, người chơi nào bấm chuông và đoán chính xác bức hình này sẽ là người được chọn điểm số cho cả vòng thi đầu tiên và được cộng chính số điểm vừa chọn cho hình vẽ ưu thế (ở phiên bản 2012, hai người chơi được trả lời liên tục không cần nhấn chuông, nhưng người chơi sẽ không được cộng thêm điểm từ bức hình ưu thế khi đoán đúng). Có tất cả chín ô điểm được lựa chọn ngẫu nhiên trên màn hình, người chơi bấm chuông vào đúng ô nào thì màn hình sẽ dừng lại ở mức điểm tương ứng (mỗi điểm được nhân với 1.000 đồng để có số tiền thưởng).
| Giai đoạn                                   | Giá trị điểm của các miếng ghép nhỏ | Giá trị điểm của các miếng ghép nhỏ | Giá trị điểm của các miếng ghép nhỏ | Giá trị điểm của các miếng ghép nhỏ | Giá trị điểm của các miếng ghép nhỏ | Giá trị điểm của các miếng ghép nhỏ | Giá trị điểm của các miếng ghép nhỏ | Giá trị điểm của các miếng ghép nhỏ | Giá trị điểm của các miếng ghép nhỏ | Điểm ở miếng ghép lớn |
| ------------------------------------------- | ----------------------------------- | ----------------------------------- | ----------------------------------- | ----------------------------------- | ----------------------------------- | ----------------------------------- | ----------------------------------- | ----------------------------------- | ----------------------------------- | --------------------- |
| 21 tháng 2 năm 2009 – 10 tháng 12 năm 2011  | 40                                  | 80                                  | 120                                 | 160                                 | 200                                 | 240                                 | 280                                 | 320                                 | 360                                 | 1000                  |
| 17 tháng 12 năm 2011 – 24 tháng 12 năm 2016 | 50                                  | 100                                 | 250                                 | 300                                 | 350                                 | 450                                 | 500                                 |                                     |                                     | 2000                  |

Tiếp theo, hai người chơi phải đoán nội dung của chín miếng ghép nhỏ, và chỉ được trả lời một lần duy nhất cho mỗi bức hình trong vòng 15 giây. Sau mỗi câu trả lời đúng, người chơi được cộng thêm số điểm đã chọn ở đầu vòng thi, đồng thời được quyền bấm chuông để lật một trong chín ô vuông che miếng ghép thứ 10 (miếng ghép lớn). Người chơi có thể đoán bức hình lớn kể từ miếng ghép thứ sáu, với giá trị điểm được thể hiện trong bảng nếu trả lời đúng bức hình này. Nếu trả lời sai miếng ghép lớn, người còn lại có quyền đoán; sau 5 giây mà người chơi trước không có câu trả lời thì người còn lại không được phép đoán bức hình đó và cả hai người chơi chuyển sang miếng ghép nhỏ tiếp theo.
Trong phiên bản 2012, người đoán đúng bức hình ở miếng ghép nhỏ sẽ được quyền đoán miếng ghép lớn bắt đầu từ miếng ghép thứ năm; người còn lại phải trả lời thêm 1 mảnh ghép nhỏ nếu người chơi đầu tiên đoán sai.

#### Vòng 2
Vòng thứ hai có luật chơi gần giống với vòng thứ nhất, tuy nhiên người chơi sẽ bấm chuông để lựa chọn điểm số cho từng bức hình trong chín ô điểm cho trước.
| Giai đoạn                                   | Giá trị điểm của các miếng ghép nhỏ | Giá trị điểm của các miếng ghép nhỏ | Giá trị điểm của các miếng ghép nhỏ | Giá trị điểm của các miếng ghép nhỏ | Giá trị điểm của các miếng ghép nhỏ | Giá trị điểm của các miếng ghép nhỏ | Giá trị điểm của các miếng ghép nhỏ | Giá trị điểm của các miếng ghép nhỏ | Giá trị điểm của các miếng ghép nhỏ | Điểm ở miếng ghép lớn |
| ------------------------------------------- | ----------------------------------- | ----------------------------------- | ----------------------------------- | ----------------------------------- | ----------------------------------- | ----------------------------------- | ----------------------------------- | ----------------------------------- | ----------------------------------- | --------------------- |
| 21 tháng 2 năm 2009 – 14 tháng 3 năm 2009   | 100                                 | 150                                 | 250                                 | 300                                 | 350                                 | 400                                 | 450                                 | 500                                 | 600                                 | 2000                  |
| 21 tháng 3 năm 2009 – 10 thàng 12 năm 2011  | 100                                 | 250                                 | 300                                 | 400                                 | 550                                 | 600                                 |                                     |                                     |                                     | 1500                  |
| 17 tháng 12 năm 2011 – 24 tháng 12 năm 2016 | 100                                 | 200                                 | 250                                 | 300                                 | 400                                 | 450                                 | 500                                 | 550                                 | 600                                 | 3000                  |

Ở mỗi miếng ghép nhỏ, mỗi người chỉ được trả lời một lần trong vòng 20 giây; từ ngày 21 tháng 3 năm 2009, hai người chơi được đoán liên tục cho đến khi có đáp án đúng hoặc hết giờ. Với mỗi bức hình đoán đúng, người chơi sẽ được cộng thêm số điểm đã chọn trước đó, đồng thời một góc của bức hình lớn sẽ được mở ra (thông qua việc bấm chuông chọn vị trí). Người chơi trả lời đúng cũng có được quyền nhấn nút để chọn ra số điểm thưởng cho bức hình kế tiếp. Miếng ghép cuối cùng có giá trị được thể hiện ở trong bảng.
Kết thúc hai vòng thi, người có số điểm cao nhất sẽ được lọt vào vòng đặc biệt. Trong trường hợp hai người chơi bằng điểm nhau, một hình vẽ phụ (không tính điểm) sẽ được đưa ra để xác định người duy nhất tham gia vào vòng cuối cùng.

#### Vòng đặc biệt: Siêu tốc
Có tất cả 25 ô chữ cái được chia thành năm hàng dọc và năm hàng ngang, trong đó có một ô trung tâm (ô M). Trong vòng 60 giây, người chơi có quyền lựa chọn hướng đi để đoán đúng một chuỗi năm bức hình theo hàng dọc, ngang hoặc chéo, với điều kiện khi chọn năm ô theo hàng chéo phải đi qua điểm M. Người chơi sẽ được cộng 5000 điểm (từ ngày 17 tháng 12 năm 2011 là 15.000 điểm) nếu lựa chọn hướng đi không qua điểm M, và được gấp đôi số điểm tương ứng khi lựa chọn hướng đi qua điểm M. Người chơi cũng có quyền thay đổi hướng đi để đoán các bức hình khác nếu không trả lời được các ô theo hướng cũ.
Trong trường hợp người chơi không đoán được hết năm hình vẽ như yêu cầu, họ vẫn sẽ được cộng thêm 300 điểm cho mỗi bức hình đã đoán đúng; từ ngày 27 tháng 12 năm 2014, đúng một câu được 100 điểm, đúng hai câu được 300 điểm, đúng ba câu được 600 điểm và đúng bốn câu được 1000 điểm (từ đầu phiên bản 2012 đến trước thời điểm này, người chơi không được cộng thêm điểm từ các ô đoán đúng).
Tổng số điểm tối đa trong một chương trình có thể lên tới 44.900 điểm, áp dụng trong phiên bản 2012 (17 tháng 12 năm 2011 – 24 tháng 12 năm 2016).

### Phiên bản 2017 (2016–2019)
Từ ngày 31 tháng 12 năm 2016, một phiên bản mới của Đuổi hình bắt chữ đã được ra mắt dựa trên những thay đổi hiện hành của phiên bản gốc tại Anh Quốc. Phiên bản mới này bao gồm ba người chơi cùng tham dự; một số chương trình đặc biệt cho phép ba cặp người chơi tham gia và được chia thành ba đội đỏ, xanh và vàng dựa theo màu sắc mà đội đại diện. Người chơi sẽ được cộng trực tiếp số tiền thưởng vào tài khoản của mình cho mỗi câu trả lời đúng, thay vì được biểu thị bằng giá trị điểm như các phiên bản trước.

#### Vòng 1
Ba người chơi bắt đầu vòng loại bằng tám bức hình không giới hạn thời gian; người chơi nhấn chuông để giành quyền trả lời và được trả lời liên tục cho đến khi tìm được đáp án đúng. Hai người chơi đoán đúng ba hình vẽ trước tiên sẽ đi tiếp vào vòng thứ hai, người còn lại sẽ bị loại. Người chơi bị loại ở vòng này vẫn sẽ có cơ hội được ghi danh và tham dự những chương trình kế tiếp (tối đa hai chương trình). Trong một số tập, phần này được loại bỏ và các chương trình đặc biệt khác sẽ không loại người chơi khi chưa hoàn thành đủ ba bức hình.
Vòng thi này đã chính thức bị loại bỏ khỏi chương trình kể từ ngày 16 tháng 6 năm 2018.

#### Vòng 2
Có tất cả 10 bức hình được đưa ra, với mỗi một bức hình đoán đúng thì người chơi được cộng thêm 300.000 đồng vào tài khoản. Người chơi bấm chuông để đưa ra một câu trả lời duy nhất (không giới hạn thời gian suy nghĩ). Nếu người chơi trước đoán sai bức hình, người chơi còn lại có 5 giây (năm 2018 được tăng lên 10 giây) để đưa ra câu trả lời.
Số tiền thưởng tối đa của vòng này là 3.000.000 đồng.

#### Vòng 3
Có chín bức hình nhỏ và một bức hình lớn được che bởi chín miếng ghép. Người chơi phải nhấn chuông để trả lời và được phép đoán nhiều lần cho tới khi tìm ra được đáp án đúng. Với mỗi miếng ghép nhỏ được đoán chính xác, người chơi được cộng thêm 500.000 đồng vào tài khoản, đồng thời một góc của bức hình lớn sẽ được mở ra (thông qua việc bấm chuông chọn vị trí). Người chơi có quyền đoán nội dung của miếng ghép lớn trong vòng 5 giây, nếu đúng sẽ được cộng thêm 3.000.000 đồng vào tài khoản.
Số tiền thưởng tối đa của vòng này là 7.500.000 đồng.

#### Vòng đặc biệt: Siêu tốc
Người chơi có số tiền trong tài khoản cao nhất sẽ được tham dự vòng thi cuối cùng này. Có tất cả 15 bức hình được đánh số từ 1 đến 15 và được chia thành năm tầng theo chiều kim tự tháp: tầng 1 bao gồm năm hình vẽ, tầng 2 gồm bốn hình vẽ, tầng 3 gồm ba hình vẽ, tầng 4 gồm hai hình vẽ và tầng 5 chỉ có một bức hình duy nhất.
| Tầng | Tiền thưởng     |
| ---- | --------------- |
| 5    | 30.000.000 đồng |
| 4    | 5.000.000 đồng  |
| 3    | 3.000.000 đồng  |
| 2    | 2.000.000 đồng  |
| 1    | 1.000.000 đồng  |

Nhiệm vụ của người chơi là phải đoán đúng năm bức hình ở cả năm tầng trong thời gian 60 giây. Người chơi bắt đầu từ tầng 1 và chọn một trong năm bức hình để đoán; đoán đúng bức hình này sẽ được tiến lên tầng tiếp theo (tầng 2), và tương tự như vậy cho đến tầng cuối cùng. Người chơi cũng có thể thay đổi lựa chọn giữa các hình vẽ trong cùng một tầng một cách tùy ý. Đoán chính xác bức hình cuối cùng (hình số 15), người chơi sẽ giành chiến thắng chung cuộc và được nhận 30.000.000 đồng tiền thưởng. Nếu không, người chơi sẽ nhận được số tiền thưởng tương ứng với tầng gần nhất đã lên được trước đó.
Ngoài ra, ở giữa tầng 3 còn có một ô đặc biệt (ô số 11, được hiển thị bằng hình ngôi sao), người chơi chọn và đoán đúng hình vẽ ở ô này sẽ được nhận một giải thưởng đến từ nhà tài trợ. Giải thưởng này sẽ được công bố cho người chơi trước khi bắt đầu vòng Siêu tốc.
Tổng số tiền thưởng tối đa trong một chương trình là 40.500.000 đồng (chưa bao gồm giải thưởng của nhà tài trợ).

## Sản xuất

### Trường quay
Trong thời gian đầu, Đuổi hình bắt chữ được ghi hình tại Rạp xiếc Trung ương và sau đó là rạp Hồng Hà ở Hà Nội, về sau được chuyển về trường quay của Đài Phát thanh – Truyền hình Hà Nội.

### Người dẫn chương trình
Nghệ sĩ hài Xuân Bắc là người dẫn chương trình gắn bó với Đuổi hình bắt chữ kể từ khi chương trình bắt đầu phát sóng; đây cũng là chương trình trò chơi truyền hình đầu tiên mà anh tham gia với tư cách là người dẫn chương trình. Năm 2005, khi Xuân Bắc bận rộn với lịch trình cá nhân, hai diễn viên Thu Hương (Hương "tươi") và Sĩ Tiến đã được lựa chọn để thay thế và trở thành những người đồng dẫn dắt chương trình; riêng Thu Hương còn đảm nhận việc dẫn dắt trò chơi trong một thời gian sau khi Sĩ Tiến rời khỏi chương trình. Từ ngày 30 tháng 7 năm 2005, Xuân Bắc quay trở lại với vị trí cũ và tiếp tục giữ vai trò này cho đến khi chương trình kết thúc vào đầu năm 2019.

## Phát sóng
Số đầu tiên của Đuổi hình bắt chữ được lên sóng vào ngày 6 tháng 3 năm 2004. Chương trình Đuổi hình bắt chữ được phát sóng thường xuyên vào lúc 20:00 (về sau là 19:50) các ngày thứ bảy trên kênh 1 của Đài Phát thanh – Truyền hình Hà Nội, cùng với một số khung giờ phát lại trong tuần trên cả hai kênh 1 và 2. Ngoài ra, chương trình cũng từng được phát lại trên các đài truyền hình địa phương, kênh VTC7 - TodayTV cùa Đài Truyền hình Kỹ thuật số VTC và kênh VTV4 của Đài Truyền hình Việt Nam.
Vào ngày 11 tháng 4 năm 2015, Đuổi hình bắt chữ đã phải chuyển giờ phát sóng sang 21:30 do trùng với thời gian diễn ra cầu truyền hình trực tiếp "Hà Nội - Huế - Thành phố Hồ Chí Minh: Nghĩa tình sắt son". Ở một số thời điểm khác, chương trình cũng đã tạm thời không lên sóng trong một tuần khi phải dành thời lượng cho các chương trình truyền hình trực tiếp của đài Hà Nội trong cùng khung giờ hoặc trùng với những dịp đặc biệt, chẳng hạn như một tập phát sóng vào ngày 6 tháng 10 năm 2018 đã được chuyển sang tuần kế tiếp vì trùng vào dịp quốc tang của Đỗ Mười.
Sau số phát sóng vào ngày 12 tháng 1 năm 2019, Đuổi hình bắt chữ đã dừng sản xuất và phát sóng mà không có bất kỳ một thông báo chính thức nào về vấn đề này. Vào năm 2020, HanoiTV đã có dự định đưa chương trình này trở lại với một phiên bản mới hơn nhằm quảng bá lịch sử, văn hóa truyền thống và hình ảnh con người của Thủ đô; tuy nhiên kế hoạch này đã không được thực hiện.

## Đón nhận và ảnh hưởng
Đuổi hình bắt chữ đã được khán giả đón nhận nhờ vào nội dung thú vị với những hình vẽ, đáp án bất ngờ và hài hước, có tính giải trí cao nhưng cũng đồng thời chuyển tải được những câu nói, câu ca dao, những câu chuyện ngụ ngôn, những tác phẩm văn học một cách sinh động. Bên cạnh đó, khả năng dẫn dắt chương trình của danh hài Xuân Bắc cũng được cho là một yếu tố tạo nên sức hút của Đuổi hình bắt chữ; anh được xem là đã thành công trong việc mang phong cách diễn hài vào chương trình với cách pha trò dí dỏm, thông minh và trở thành "linh hồn" của trò chơi. Sức ảnh hưởng của Xuân Bắc đối với Đuổi hình bắt chữ lớn đến mức, chương trình đã có thời gian bị sụt giảm lượng người xem khi thay thế anh bằng những người dẫn khác và nhận về những phản ứng trái chiều từ khán giả.
Sự thành công của chương trình này đã kéo theo sự ra đời của hàng loạt trò chơi mô phỏng Đuổi hình bắt chữ trên các thiết bị di động và máy tính; các hình ảnh chế, bộ ảnh và dòng trạng thái ăn theo "Đuổi hình bắt chữ" cũng đã trở thành một trào lưu trên mạng xã hội. Vào năm 2014, trò chơi Bắt chữ do WePlay phát hành với cách chơi dựa trên Đuổi hình bắt chữ đã tạo nên cơn sốt đối với giới trẻ chỉ trong một thời gian ngắn, thu hút hơn ba triệu lượt tải về trên các nền tảng Android và iOS và giành vị trí đầu bảng xếp hạng các trò chơi miễn phí tại Việt Nam. Cùng với Flappy Bird, Bắt chữ là tựa game do người Việt phát triển được đông đảo người dùng yêu thích và được ví như "một hiện tượng trong giới phát triển game di động". Năm 2015, nhà phát hành trò chơi VTC Online đã công bố kế hoạch mua lại toàn bộ bản quyền hình ảnh, tiếng nói của Xuân Bắc trong chương trình Đuổi hình bắt chữ với mức giá 8 tỷ đồng và được chấp thuận, giúp cho Xuân Bắc trở thành nghệ sĩ hài đầu tiên tại Việt Nam bán được bản quyền hình ảnh của mình. Đại diện công ty này khẳng định, "việc chuyển thể game này [Đuổi hình bắt chữ] lên di động mang lại cơ hội cho hàng triệu người có thể cùng chơi với MC Xuân Bắc của chương trình", và "con số 8 tỷ đầu tư hoàn toàn xứng đáng".

## Nhà tài trợ
- Kotex (6 tháng 3 năm 2004 – 26 tháng 2 năm 2005)
- Siêu thị nội thất Đài Loan Dafuco (5 tháng 3 năm 2005 – 30 tháng 4 năm 2005)
- Nước xả vải Comfort Thơm lâu - Unilever (18 tháng 6 năm 2005 – 29 tháng 10 năm 2005)
- Bột giặt Viso - Unilever (5 tháng 11 năm 2005 – 15 tháng 7 năm 2006)
- Sữa Zin Zin (22 tháng 7 năm 2006 – 30 tháng 12 năm 2006)
- Vinasoy (6 tháng 1 năm 2007 – 14 tháng 7 năm 2007, 30 tháng 8 năm 2008 – 27 tháng 12 năm 2008)
- Panadol cảm cúm (21 tháng 7 năm 2007 – 26 tháng 1 năm 2008, 3 tháng 1 năm 2009 – 26 tháng 12 năm 2009)
- Bình nước nóng Thái Dương Năng (1 tháng 3 năm 2008 – 23 tháng 8 năm 2008)
- Thời trang Nem (27 tháng 3 năm 2010 – 2 tháng 10 nam 2010)
- Siêu thị điện máy Topcare (17 tháng 12 năm 2011 – 21 tháng 12 năm 2013)
- Thiết bị bếp cao cấp Faber (29 tháng 12 năm 2012 – 5 tháng 7 năm 2014)
- Sắc Ngọc Khang (28 tháng 12 năm 2013 – 20 tháng 12 năm 2014)
- Thời trang Seven A.M (12 tháng 7 năm 2014 – 11 tháng 7 năm 2015)
- Thạch sữa chua Natty (27 tháng 12 năm 2014 – 26 tháng 12 năm 2015)
- Chuỗi siêu thị bếp BestHome (18 tháng 7 năm 2015 – 26 tháng 12 năm 2015)
- HABECO (31 tháng 12 năm 2016 – 17 tháng 3 năm 2018)
- Tổng Công ty Khí Việt Nam (24 tháng 3 năm 2018 – 10 tháng 11 năm 2018)[66]
- Siêu thị điện máy Media Mart (17 tháng 11 năm 2018 – 12 tháng 1 năm 2019)
- Công ty du lịch Vietrantour ( 31 tháng 12 năm 2016 – 13 tháng 1 năm 2018)
- Công ty vàng bạc đá quý Bảo Tín Mạnh Hải (20 tháng 1 năm 2018)
- Công ty công nghệ kính mắt Việt Tín (17 tháng 11 năm 2018)